# Oină
L'Oină (pronunciat en romanès: [ˈOj.nə]) és un esport tradicional romanès, similar al beisbol.

## Història
El nom "oină" originalment era "hoina", i deriva de la paraula cumana oyn "joc" (un cognat del turc oyun).
La menció directa més antiga prové d’un manual de dieta de 1782 del metge István Mátyus, que parla dels beneficis per a la salut de l’oina.
El 1899, Spiru Haret, el ministre d'Educació, va decidir que l'oina es jugaria a les escoles a les classes d'educació física. Va organitzar els primers concursos anuals d’oïna.
La Federació Română de Oină ("Federaţia Română de Oină") es va fundar el 1932 i es va reactivar a principis dels anys cinquanta, després d'un breu període de dissolució.
Avui hi ha dues federacions oină: una a Bucarest, Romania i una altra a Chișinău, Moldàvia.

## Camp
El camp és un rectangle de 70 metres llarg per 32 metres dividits en:
- l'àrea del joc ("în joc"), que fa 60 per 32 metres
- la zona de batuda ("zona de bătaie") - 5 metres llarg: delimitat des de l'àrea de joc per la línia de batuda
- la zona posterior ("zona de fund") - a 5 metres zona segura llarga durant una carrera: delimitada des de l'àrea de joc per la línia de fons

El jugador atacant que hagi començat una carrera haurà de travessar les quatre línies següents:
- la línia de sortida (el costat esquerre de la línia de batuda)
- la línia d'arribada (el costat esquerre de la línia posterior)
- la línia de retorn (el costat dret de la línia posterior)
- la línia d'escapament (el costat dret de la línia de batuda)

La zona de joc es divideix en triangles i quadrats d'avanç i retorn. A la intersecció de les línies dins de l'àrea de joc i els límits de llançament o altres línies dins de l'àrea de joc, hi ha cercles que determinen la posició dels migcampistes ("mijlocași") i dels jugadors laterals ("mărginași"). Els semicercles d'1 i 3 m s'utilitzen per a batre i servei. Es fa una línia d'espera perquè els jugadors atacants esperin el seu torn de bat.

## Jugadors
Hi ha dos equips d'11 jugadors, un de costat o "al bat" ("la bătaie") i un de defensor o "at catch" ("la prindere"). Els rols canvien a mitja part.
Els jugadors defensors es col·loquen en les següents posicions:
- 3 migcampistes ("mijlocași")
- 3 jugadors laterals avançats (" mărginași de ducere")
- 3 jugadors de tornada ("mărginași de întoarcere")
- 1 jugador de fons ("fundaș") que es pot moure per la zona posterior
- 1 jugador davanter ("fruntaș") lliure de moure's per la zona de batuda

Els jugadors atacants canvien de rol a mesura que avança el joc. Els rols s’ordenen cronològicament d’aquesta manera:
- esperant el torn
- servint la pilota
- batuda
- esperant entrar al joc (córrer)
- executant el passadís d’avanç
- romandre a la zona posterior
- corrent pel passadís de tornada

Cada equip té un capità ("căpitan" o "baci"). El migcampista 2 se sol utilitzar com a capità perquè pot llançar la pilota a un jugador atacant en qualsevol posició de joc. Per aquest motiu, el migcampista 2 també es coneix com a baci.
Cada equip té un màxim de 5 suplents disponibles.

## Abast del joc
Els equips tenen rols molt diferents segons si es troben al bat o a la captura. Al bat els jugadors tenen la tasca d’obrir una jugada i executar els carrils fins que creuen la línia d’escapament. A la captura, els jugadors tenen la tasca de colpejar els jugadors que corren pels carrils amb la pilota. Hi pot haver un màxim de dos jugadors corrent cada carril alhora. Es pot colpejar un jugador als dos carrils una vegada.

## Normes
L'equip al bat és seleccionat per un ritual on els jugadors han d’agafar el bat, llançat per l’àrbitre, i guanya l’últim que pot col·locar almenys quatre dits al bat. El joc comença amb l'equip al bat, amb un dels jugadors que llança la pilota mentre un altre jugador del mateix equip l’ha de colpejar amb un bat de fusta ("bâtă") i enviar-lo fins que pugui cap al camp de l’adversari. Després, si els adversaris agafen la pilota, el jugador pot córrer (si vol, o si l’àrbitre l’obliga a córrer) els passadissos / carrils d’avanç i retorn ("culoarele de ducere și întoarcere"), sense sent colpejat pels defensors. Si atura la pilota amb el palmell, no es considera un cop. No es permet que el jugador agafi la pilota i l’ha de deixar anar immediatament. Si el jugador que fa una carrera és colpejat surt del camp a la zona del darrere, o acaba les seves tasques, segons el carril que estigui corrent.
Podeu trobar el conjunt complet de la normativa aquí.

## Puntuació

### En joc
A la captura, els jugadors aconsegueixen dos punts per cada jugador colpejat amb una pilota, tret que la pilota toqui la palma o la part posterior de la palma.
Al punt, els jugadors puntuen batent més enllà de certes línies, com ara:
- la pilota creua la línia de 65 m a l’aire i no surt del límit (no creua les línies laterals), independentment que la defensa toqui o no la pilota a l’aire - 2 punts
- la pilota cau a la zona posterior: 2 punts
- la pilota es toca a l'aire per la defensa i surt fora dels límits a l'aire des de la zona posterior: 2 punts
- la pilota surt fora dels límits de l’aire des de la zona posterior sense que la defensa la toqui: 1 punt
- la pilota creua la línia de 60 metres (la línia del darrere) a l’aire i la defensa l’atrapa: 1 punt
- la pilota creua la línia dels tres quarts a l’aire i cau a la zona dels tres quarts: 1 punt
- la pilota surt fora de l’aire des de l’àrea dels tres quarts: 1 punt
- la pilota es desvia fora dels límits de l’aire des de l’àrea dels tres quadrats per la defensa: 1 punt
- la pilota cau a la zona dels tres quarts de la línia del darrere: 1 punt
- la pilota es desvia des de la zona dels tres quarts davant la línia dels tres quarts per la defensa i posteriorment no queda atrapada a l'aire: 1 punt

### Competició
Guanyar dona a l'equip 3 punts, un empat suma 2 punts i l'equip perdedor obtindrà 1 punt. La cessació o l'eliminació de l'equip donarà lloc a la concessió de punts i la pèrdua de 0-9. Si es queden suplents a causa de lesions, es produirà una pèrdua de 0-6 i s’atorgarà 1 punt, mentre que si la mateixa situació es deu a l'eliminació d’un jugador, el resultat serà una pèrdua de 0-9 i no s’atorgaran punts.

## Pilota
A oină s’utilitza una bola esfèrica de cuir, farcida de pèl de cavall, porc o boví. La pilota fa uns 8 centimetres de diàmetre i 140 grams en jocs sèniors i al voltant de 7 centimetres de diàmetre i 100 grams en els jocs sub-18.

## Comparació amb el beisbol
- Pes similar de la pilota: al voltant de 140 grams per a tots dos
- Ratpenat més llarg i prim per oină
- Un joc triga només 30 minuts a l’oină
- Els equips Oină tenen 11 jugadors, els equips de beisbol tenen 9 jugadors
- A oină, la defensa pot marcar colpejant els jugadors atacants que estan en joc (executant els carrils)

## Competicions a Romania
Totes les competicions estan organitzades per l'òrgan de govern, la Federació Romanesa d'Oină (" Federaţia Română de Oină " - FRO).
Les principals competicions són:
- El Campionat Nacional
- La Copa de Romania
- La Supercopa de Romania
- El Campionat Nacional Júnior

Altres competicions el 2010 són:
- Copa "Dragu"
- Copa "Gherăiești"
- Campionat Nacional "Antena Satelor" (júnior)
- Copa Federació
- Copa Policia Fronterera
- Copa "Monteoru"
- Copa "Cleopatra" (platja oină)
- Copa "Zarandului"
- Copa "Tătaru"
- Copa del Poble
- Copa "Antena Satelor"
- Diverses altres competicions d'oina júnior i indoor

S'organitzen diversos esdeveniments internacionals:
- Copa "Cronos" (júnior)
- Festival internacional d'esports relacionats amb Oină
- Torneig Oină-Lapta

## Internacionalitzar Oină
Oină i variants de l'esport també es juguen als països veïns on hi ha hagut o hi ha una presència ètnica o cultural romanesa. Com a part del seu programa per tornar a posar oina al punt de mira, el FRO ha iniciat el procés de creació d'una federació internacional. Per formar una federació internacional, cal que existeixi un mínim de tres federacions nacionals, i ja n’hi ha dues (les federacions romanesa i moldava). El FRO ha iniciat converses sobre fundació de clubs i federacions oină a les veïnes Bulgària i Sèrbia, i també a Suècia. Els partits de demostració se celebraran a Sèrbia.